# Prospalta olivacea
Prospalta olivacea är en fjärilsart som beskrevs av W. Warren 1912. Prospalta olivacea ingår i släktet Prospalta och familjen nattflyn. Inga underarter finns listade i Catalogue of Life.